# Tonnenkilometer
Tonnenkilometer (Abkürzung: tkm) ist eine betriebswirtschaftliche Kennzahl für die Transportleistung im Güterverkehr. Sie ist definiert als Produkt aus dem Gewicht der beförderten Gütermenge und der Transportentfernung. Pendant im Personenverkehr sind die Personenkilometer (Pkm).

## Allgemeines
Die Messzahl der Tonnenkilometer ({\displaystyle tkm}) reflektiert die Beförderungsleistung im Güterverkehr zu Lande (Schienengüterverkehr, Straßengüterverkehr), im Wasser (Frachtschifffahrt) und in der Luft (Luftfrachtverkehr). In der Statistik werden auch Erdöl-Rohrleitungen (Pipelines) als Transportmittel erfasst.
Sie ergibt sich aus dem Produkt von der transportierten Masse in Tonnen ({\displaystyle t}) und der dabei zurückgelegten Wegstrecke in Kilometern ({\displaystyle km}):
{\displaystyle tkm=t\cdot km}.
Je mehr Masse über eine Wegstrecke transportiert wird, umso höher ist die Messzahl „tkm“. Das gilt auch, wenn die gleiche Masse über eine längere Wegstrecke transportiert wird. Entsprechend ist „1 tkm“ die Beförderung eines Frachtgutes von 1 Tonne Gewicht über 1 Kilometer.

## Berechnung
Im Verkehrswesen unterscheidet man die angebotene und in Form von Transportmitteln (Eisenbahnwagen, Frachtflugzeuge, Frachtschiffe oder Lastkraftwagen) zur Verfügung stehende Beförderungskapazität (TKO, englisch ton kilometers offered) und die tatsächlich erbrachte Beförderungsleistung (TKT, englisch ton kilometers transported). Ihr Quotient ist die Frachtauslastung:
{\displaystyle {\frac {TKT}{TKO}}\cdot 100\,\%}.
Mit zunehmender Beförderungsleistung steigt bei konstanter Beförderungskapazität die Frachtauslastung des Transportmittels und umgekehrt.

## Luftverkehr
Im Luftverkehr unterscheidet man die angebotenen (englisch Ton Kilometers Offered; TKO) und die verkauften Tonnenkilometer ({\displaystyle TKT}); aus beiden lässt sich der (Fracht-)Nutzladefaktor {\displaystyle NLF} ermitteln:
{\displaystyle {\text{NLF}}={\frac {\text{TKT}}{\text{TKO}}}}.
Der Nutzladefaktor steigt, je mehr Tonnenkilometer innerhalb einer Rechnungsperiode verkauft werden können.
Passagiere werden bei der Ermittlung des Gesamtgewichts des Flugzeugs mit einem Durchschnittsgewicht berücksichtigt, das jedoch beim Frachtgewicht unberücksichtigt bleiben kann, so dass sich reine Fracht-Tonnenkilometer (FTKT) ergeben.
Neben dem Nutzladefaktor für Luftfracht gibt es noch den Sitzladefaktor in der Passagierluftfahrt. Sitzladefaktor und Nutzladefaktor werden zum Ladefaktor zusammengefasst. Der Ladefaktor ist abhängig von der Produktivität der Airline, vom eingesetzten Flugzeugtyp (Größe) und dem Tarif-Mix (Anteil der Sondertarife, First Class, Economy Class usw.). Die Ladefaktoren eignen sich für Betriebsvergleiche der Fluggesellschaften untereinander und werden jährlich von der IATA veröffentlicht.

## Wirtschaftliche Aspekte
Mit der Kennzahl kann die Kapazitätsauslastung (Belegungsgrad) von Frachtraum berechnet werden. Je höher die Auslastung des Frachtraums – auch durch verschiedene Auftraggeber – ist, umso eher wird vom Frachtführer die Gewinnschwelle erreicht. Ein betriebswirtschaftliches besteht darin, so genannte „Leerfahrten“ und damit Leerkosten zu minimieren.
Im Bahnverkehr sind die Tonnenkilometer eine wesentliche Grundlage für die Berechnung der Fracht, wobei so genannte „Tariftonnenkilometer“ zugrunde gelegt werden.
Die Kennzahl der Tonnenkilometer ist nicht geeignet, den tatsächlichen Aufwand bzw. den tatsächlichen Verkehrsablauf umfassend zu beschreiben. Beispielsweise können 100 tkm/Stunde einerseits 100 Tonnen Gut sein, die über eine Distanz von einem Kilometer in einer Stunde transportiert wurden; es kann sich aber andererseits auch um eine Tonne Gut handeln, die über eine Distanz von 100 Kilometern in einer Stunde transportiert wurde.

## Statistik
In Deutschland betrug 2019 die Beförderungsleistung 697.942 Millionen tkm. Davon entfielen 71,4 % auf die Straße, 18,5 % auf die Eisenbahn, 7,3 % auf die Binnenschifffahrt, 2,5 % auf Erdöl-Rohrleitungen und 0,3 % auf den Luftverkehr. Gemessen an tkm dominiert in den EU-Mitgliedstaaten der Gütertransport auf der Straße mit 76,3 % den Modal Split, gefolgt von der Eisenbahn (17,6 %) und der Binnenschifffahrt mit 6,1 %.